# Heike Langstein
Heike Langstein ist eine frühere deutsche Biathletin.
Heike Langstein wurde 1989 mit der Staffel Deutsche Meisterin wofür sie sich im Goldenen Buch ihrer Heimatstadt Medebach verewigen durfte. In der Saison 1991/92 konnte sie ihren größten internationalen Erfolg verzeichnen, als sie hinter Michaela Hermann und Dorina Pieper Dritte der Gesamtwertung des Biathlon-Europacups werden konnte.

## Belege
1. ↑  Laura Mock: Für Freunde und Gäste. In: Westfalenpost. Funke Mediengruppe, 6. August 2010, abgerufen am 1. Mai 2025.

| Personendaten    | Personendaten       |
| ---------------- | ------------------- |
| NAME             | Langstein, Heike    |
| KURZBESCHREIBUNG | deutsche Biathletin |
| GEBURTSDATUM     | 20. Jahrhundert     |